# 敏体尼
敏体尼（法語：Louis Charles Nicolas Maximilien de Montigny，1805年8月4日—1868年9月14日），法国外交官，首任驻沪领事（1848年1月-1853年），上海法租界的开辟者。

## 生平
1805年，敏体尼出生于德国汉堡，是保皇派之子，年轻时在西班牙度过。1831年，敏体尼在希腊加入法国海军，担任“希腊独立运动支持者”第一军团中尉，参加了希腊独立战争。1843年离开军队进入外交部。
1847年1月20日，敏体尼受命担任法国首任驻上海领事。根据1844年10月24日拉萼尼签订的中法《黄埔条约》，上海是允许法国商人通商居住和派设领事的5个港口之一。1848年1月25日，敏体尼到达上海，向天主教主教赵方济租借了洋泾浜和县城之间的一处属于天主教会的房屋（今四川南路）为领事馆。当时，在上海的法国侨民除了他一家之外，基本上都是耶稣会教士，聚居在当时西郊的一个村落徐家汇。 
敏体尼来到上海后，1848年7月，第一位法国商人雷米由广州来到上海，经营酒类和钟表。于是敏体尼向上海道台吴健彰提出请求，按照英国开辟租界的先例，划出一块土地，解决法国商民租地建屋、居住贸易的问题。吴健彰表示同意在英租界内划出一部分供法国人租借，敏体尼立刻回信加以驳斥，表示他是根据条约规定向中国而不是英国租借土地。到1849年4月6日，终于和清朝道台麟桂议定，在县城北郊，上海英租界和县城之间，三面都沿着可航行的水路，面积986亩（约为英租界面积的三分之一）的狭长地段开辟上海法租界。这是在中国首次出现在同一个城市中，出现多个外国租界的状况。本来这块地皮已经为美国人看中，由于敏体尼行事机敏，而抢先获得，美国人只能在苏州河北岸的虹口开辟租界。
1853年敏体尼回国休假。1855年任驻暹罗代办。1856年6月，敏体尼出使暹罗，面见国王蒙固，欲恢复自路易十四以后中断的外交关系。1856年8月15日签署了一项条约，以促进贸易，保证宗教自由，并允许法国军舰到曼谷。
1857年1月，敏体尼从暹罗前往越南访问，要求在首都顺化建立领事馆，自由贸易和传教，并终止对天主教徒的迫害。越南朝廷驳回了他的所有要求。敏体尼的使命失败后，拿破仑三世决定向越南派遣一支3000人的军队，在1858年9月1日，黎峨将军攻占了岘港。
1857年6月，敏体尼第二次出任驻上海领事。1859年撤往广州。1862年5月1日，敏体尼再次担任市议会主席。从1863年到1868年，担任法国驻天津领事。1868年在天津去世。
20世纪初，上海法租界修筑一条南北干道，以敏体尼命名为敏体尼荫路（今西藏南路北段）。